# Saint-Pierre-le-Chastel
Pour les articles homonymes, voir Saint-Pierre.

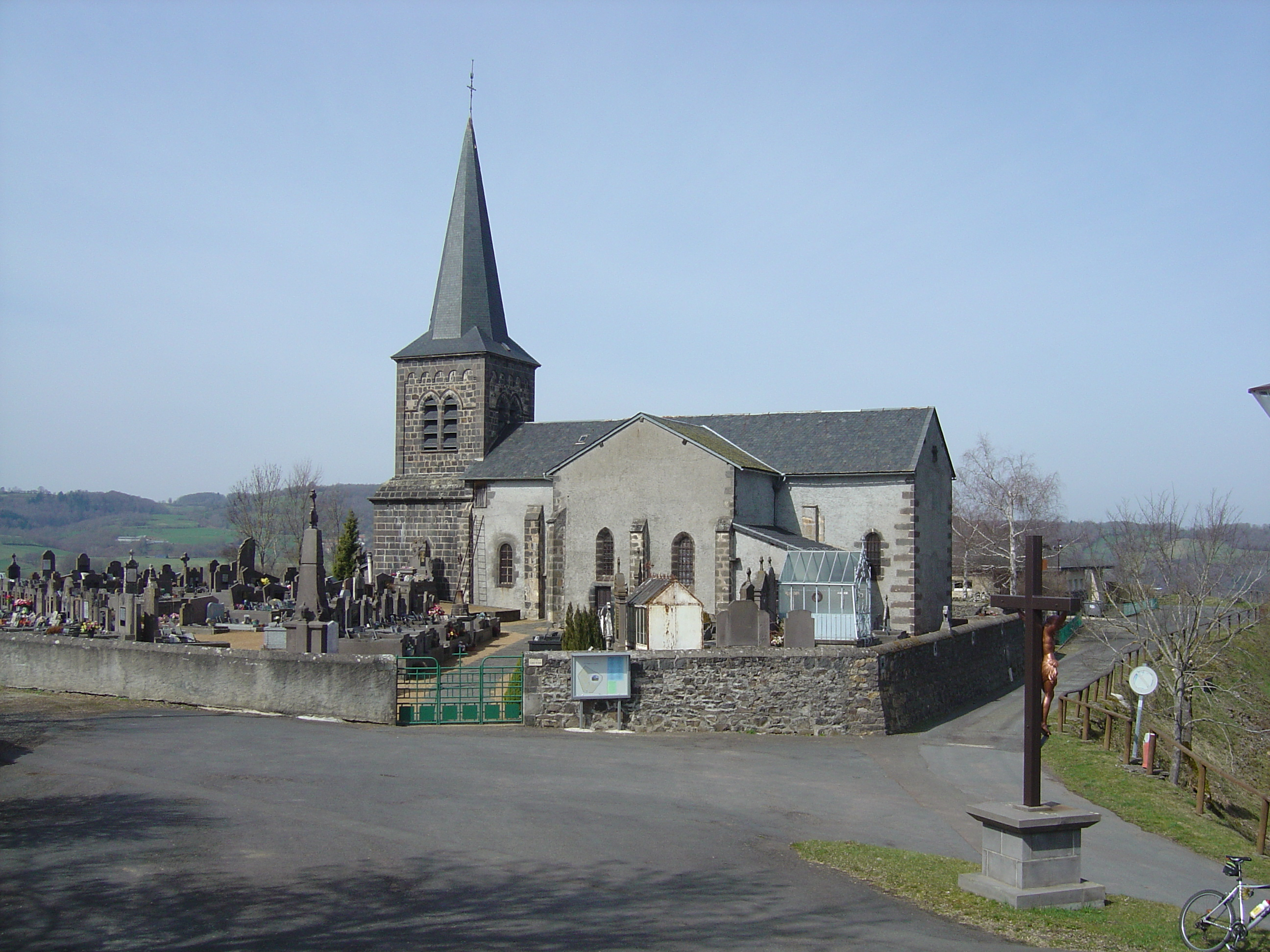
Cimetière et église du XIe siècle.

Saint-Pierre-le-Chastel est une commune française située dans le département du Puy-de-Dôme, en région Auvergne-Rhône-Alpes. Elle fait partie de l'aire d'attraction de Clermont-Ferrand.
Ses habitants sont appelés les Castelpétrussiens.

## Géographie

### Localisation
Saint-Pierre-le-Chastel est située à l'ouest du département du Puy-de-Dôme. Cinq communes sont limitrophes :
| Bromont-Lamothe | Pontgibaud              | Saint-Ours |
|                 | Saint-Pierre-le-Chastel |            |
| Gelles          |                         | Mazaye     |

### Géologie et relief
Sur la commune, une coulée de lave chaotique du Puy de Côme a formé un paysage de scories recouvertes de mousse au milieu d'une végétation de feuillus sur environ 17 km2.

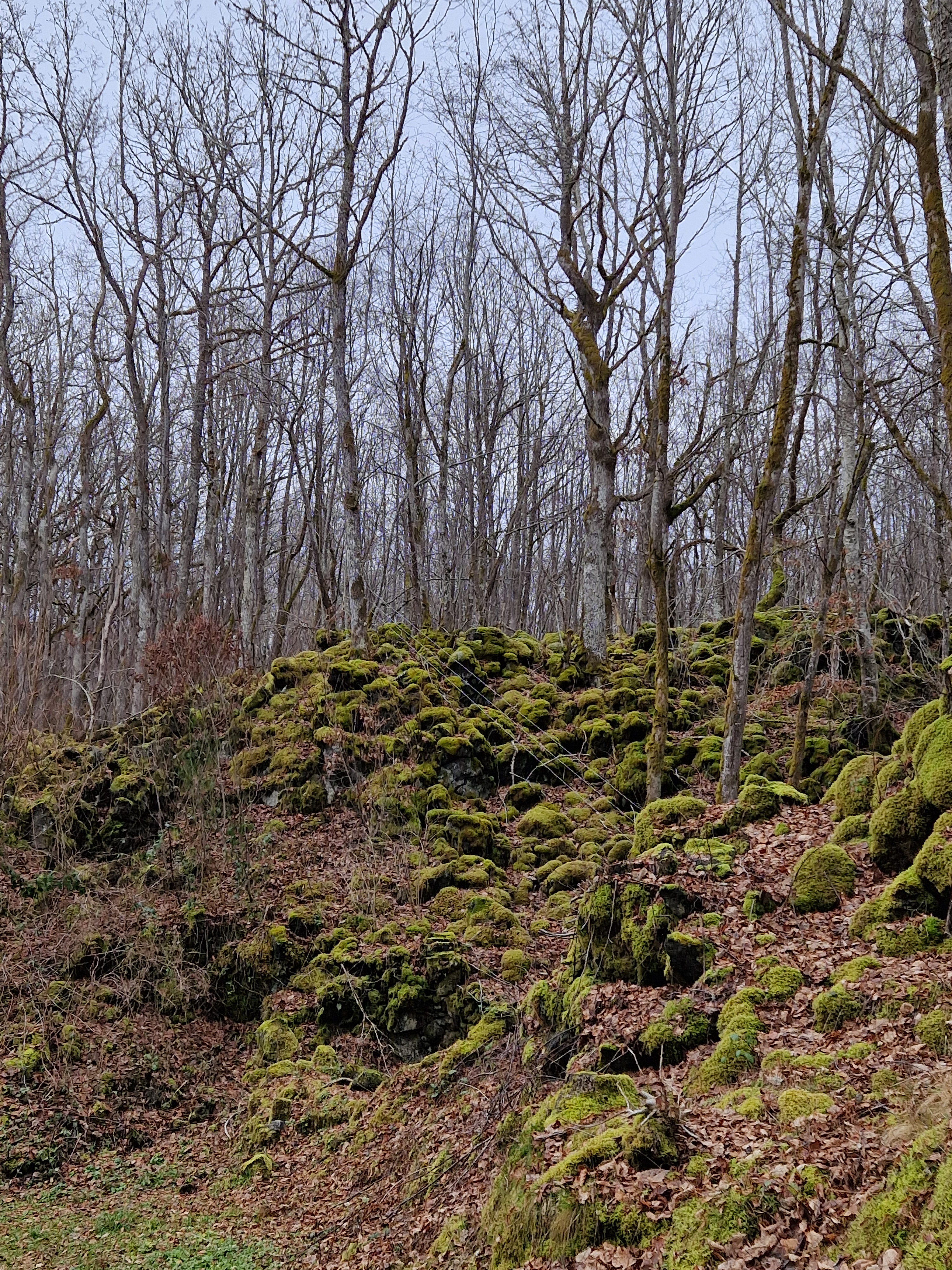
Cheire de Tournebise, Commune de Saint-Pierre-le-Chastel

### Hydrographie
Elle est traversée par la Sioule.

### Climat
Pour des articles plus généraux, voir Climat d'Auvergne-Rhône-Alpes et Climat du Puy-de-Dôme.
En 2010, le climat de la commune est de type climat des marges montargnardes, selon une étude du Centre national de la recherche scientifique s'appuyant sur une série de données couvrant la période 1971-2000. En 2020, Météo-France publie une typologie des climats de la France métropolitaine dans laquelle la commune est exposée à un climat de montagne ou de marges de montagne et est dans la région climatique  Ouest et nord-ouest du Massif Central, caractérisée par une pluviométrie annuelle de 900 à 1 500 mm, maximale en automne et en hiver.
Pour la période 1971-2000, la température annuelle moyenne est de 9,1 °C, avec une amplitude thermique annuelle de 15,2 °C. Le cumul annuel moyen de précipitations est de 920 mm, avec 11,5 jours de précipitations en janvier et 8,1 jours en juillet. Pour la période 1991-2020, la température moyenne annuelle observée sur la station météorologique de Météo-France la plus proche, « Gelles », sur la commune de Gelles à 7 km à vol d'oiseau, est de 9,5 °C et le cumul annuel moyen de précipitations est de 1 026,1 mm,. Pour l'avenir, les paramètres climatiques de la commune estimés pour 2050 selon différents scénarios d'émission de gaz à effet de serre sont consultables sur un site dédié publié par Météo-France en novembre 2022

## Urbanisme

### Typologie
Au 1er janvier 2024, Saint-Pierre-le-Chastel est catégorisée commune rurale à habitat dispersé, selon la nouvelle grille communale de densité à sept niveaux définie par l'Insee en 2022.
Elle est située hors unité urbaine. Par ailleurs la commune fait partie de l'aire d'attraction de Clermont-Ferrand, dont elle est une commune de la couronne,. Cette aire, qui regroupe 209 communes, est catégorisée dans les aires de 200 000 à moins de 700 000 habitants,.

### Occupation des sols
L'occupation des sols de la commune, telle qu'elle ressort de la base de données européenne d’occupation biophysique des sols Corine Land Cover (CLC), est marquée par l'importance des territoires agricoles (69,3 % en 2018), en diminution par rapport à 1990 (71 %). La répartition détaillée en 2018 est la suivante : prairies (49,6 %), forêts (25,7 %), zones agricoles hétérogènes (19,7 %), milieux à végétation arbustive et/ou herbacée (3,2 %), zones urbanisées (1,7 %). L'évolution de l’occupation des sols de la commune et de ses infrastructures peut être observée sur les différentes représentations cartographiques du territoire : la carte de Cassini (XVIIIe siècle), la carte d'état-major (1820-1866) et les cartes ou photos aériennes de l'IGN pour la période actuelle (1950 à aujourd'hui).

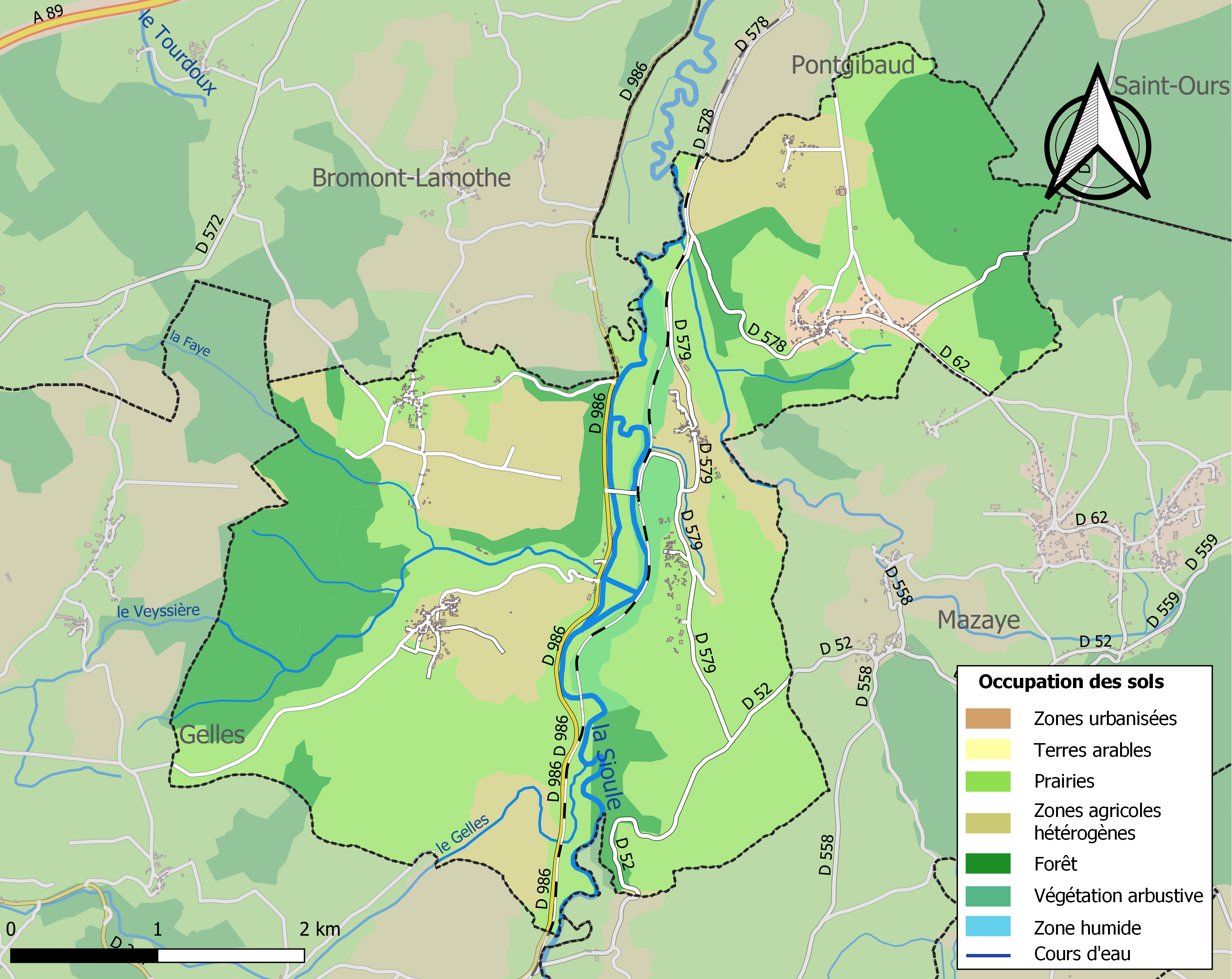
Carte des infrastructures et de l'occupation des sols de la commune en 2018 (CLC).

### Voies de communication et transports

#### Voies routières
Le territoire communal est traversé par la route départementale (RD) 986, ancienne route nationale 686, reliant Riom et Pontgibaud au nord à la RD 2089, ancienne route nationale 89 au sud, en direction de Rochefort-Montagne, ainsi que par les RD 52 au sud de la commune, 62 (passant près du lieu-dit Bannières), 578, 579 et 579a, ces deux dernières desservant le chef-lieu de la commune.

#### Transport ferroviaire
La ligne d'Eygurande - Merlines à Clermont-Ferrand traverse la commune.

## Histoire
Le site a probablement été occupé à la préhistoire.
En 1165, le lieu (ancien vicus gaulois selon Ch. Contejean) est connu sous la forme Castellum car un château, rasé anciennement, se dressait au nord de l’église. D'après Ambroise Tardieu, l’église a dépendu des bénédictins de l’abbaye de Mozac. Plus tard, Le Chastel est devenu Saint-Pierre-le-Chastel quand a été rajouté le nom du saint patron de la paroisse. Elle avait dans ses dépendances l’église de Pontgibaud jusqu'à la Révolution française.
Au XIXe siècle sont exploitées des mines de plomb argentifère, qui étaient connues dès l'époque gallo-romaine.

### Archéologie
Sur la commune de Saint-Pierre-le-Chastel, on trouve les vestiges du Camp des Chazaloux qui comprend les ruines d'une soixantaine de bâtiments en pierres sèches habités depuis le Moyen Âge et jusqu'au XVIIe siècle. Des objets archéologiques ont été trouvés sur le site notamment des fragments de poteries, des fers de lance, des haches en bronze.

## Environnement
Le paysage communal est resté durant un siècle concerné par les séquelles de pollution par le plomb des anciennes mines argentifères du secteur de Pontgibaud qui furent autrefois l'une des plus grandes mines de plomb argentifère d'Europe (les mines locales ont été exploitées de l'époque gallo-romaine à 1897 et les laveries ont fonctionné jusqu'en 1905). Sur ce laps de temps elles auraient produit environ 50 000 tonnes de plomb et 100 tonnes d'argent. Les risques liés à la pollution sont suivis par la DREAL, l'ARS et l'INERIS. L'une de ces mines était l'ancienne mine dite « des Rosiers » de Saint-Pierre-le-Chastel.
Plus d'un siècle après la fermeture de la mine le dernier chantier de dépollution des sols et de « mise en sécurité ». était celui de Saint-Pierre-le-Chastel (terminé fin 2017). Il était aussi le plus important avec des teneurs en plomb pouvant dépasser de cent fois supérieures le seuil imposant légalement un dépistage du saturnisme. Là 300 000 tonnes de sables blancs et de résidus contenant encore environ 10 000 tonnes de plomb ont été retirés et évacué pour repaysager le site. Ce crassier donnant sur un « lac bleu » était utilisé par des moto-cross « alors que le lac était un lieu de baignade apprécié » il a été « transformé en bassin de décantation où ont été entreposés les résidus, avant qu'ils ne soient recouverts ». D'après les analyses de sang faites mi-2016, les habitants de la commune n'étaient pas atteints de saturnisme.
La commune abrite aussi un espace naturel sensible (ENS) d'initiative locale dit du Marais de Saint-Pierre-le-Chastel. Le site (de 65 hectares) est constitué en partie d'une butte basaltique recouverte de landes, et à ses pieds d'une zone humide de fond de vallée (zone humide de Paloux, de 33 hectares) située de part et d’autre du ruisseau de Mazayes, affluent de la Sioule,.

## Politique et administration

### Découpage territorial
La commune de Saint-Pierre-le-Chastel est membre de la communauté de communes Chavanon Combrailles et Volcans, un établissement public de coopération intercommunale (EPCI) à fiscalité propre créé le 1er janvier 2017 dont le siège est à Pontaumur. Ce dernier est par ailleurs membre d'autres groupements intercommunaux. Jusqu'en 2016, elle était le siège de la communauté de communes Pontgibaud Sioule et Volcans.
Sur le plan administratif, elle est rattachée à l'arrondissement de Riom, à la circonscription administrative de l'État du Puy-de-Dôme et à la région Auvergne-Rhône-Alpes. Avant mars 2015, elle faisait partie du canton de Pontgibaud.
Sur le plan électoral, elle dépend du canton de Saint-Ours pour l'élection des conseillers départementaux, depuis le redécoupage cantonal de 2014 entré en vigueur en 2015, et de la deuxième circonscription du Puy-de-Dôme pour les élections législatives, depuis le dernier découpage électoral de 2010 (sixième circonscription avant 2010).

### Élections municipales et communautaires

#### Élections de 2020
Le conseil municipal de Saint-Pierre-le-Chastel, commune de moins de 1 000 habitants, est élu au scrutin majoritaire plurinominal à deux tours avec candidatures isolées ou groupées et possibilité de panachage. Compte tenu de la population communale, le nombre de sièges à pourvoir lors des élections municipales de 2020 est de 11. La totalité des candidats en lice est élue au premier tour, le 15 mars 2020, avec un taux de participation de 59,64 %.

#### Chronologie des maires
| Période                                  | Période                         | Identité                | Étiquette | Qualité   |
| ---------------------------------------- | ------------------------------- | ----------------------- | --------- | --------- |
| Les données manquantes sont à compléter. |                                 |                         |           |           |
| mars 2001                                | mars 2008                       | Jean-Paul Faucher       | PS        |           |
| mars 2008                                | En cours (au 14 septembre 2021) | Janette Vialette Giraud |           | Retraitée |

## Population et société

### Démographie
L'évolution du nombre d'habitants est connue à travers les recensements de la population effectués dans la commune depuis 1793. Pour les communes de moins de 10 000 habitants, une enquête de recensement portant sur toute la population est réalisée tous les cinq ans, les populations de référence des années intermédiaires étant quant à elles estimées par interpolation ou extrapolation. Pour la commune, le premier recensement exhaustif entrant dans le cadre du nouveau dispositif a été réalisé en 2004.

En 2022, la commune comptait 453 habitants, en évolution de +5,35 % par rapport à 2016 (Puy-de-Dôme : +2,1 %, France hors Mayotte : +2,11 %).
| 1793 | 1800 | 1806 | 1821 | 1831 | 1836 | 1841 | 1846 | 1851 |
| ---- | ---- | ---- | ---- | ---- | ---- | ---- | ---- | ---- |
| 715  | 717  | 803  | 783  | 739  | 792  | 846  | 923  | 940  |

| 1856 | 1861  | 1866  | 1872 | 1876  | 1881  | 1886  | 1891 | 1896 |
| ---- | ----- | ----- | ---- | ----- | ----- | ----- | ---- | ---- |
| 990  | 1 037 | 1 040 | 997  | 1 060 | 1 036 | 1 015 | 920  | 767  |

| 1901 | 1906 | 1911 | 1921 | 1926 | 1931 | 1936 | 1946 | 1954 |
| ---- | ---- | ---- | ---- | ---- | ---- | ---- | ---- | ---- |
| 733  | 726  | 684  | 575  | 567  | 562  | 502  | 456  | 464  |

| 1962 | 1968 | 1975 | 1982 | 1990 | 1999 | 2004 | 2006 | 2009 |
| ---- | ---- | ---- | ---- | ---- | ---- | ---- | ---- | ---- |
| 417  | 354  | 339  | 310  | 326  | 320  | 353  | 359  | 373  |

| 2014 | 2019 | 2022 | - | - | - | - | - | - |
| ---- | ---- | ---- | - | - | - | - | - | - |
| 421  | 443  | 453  | - | - | - | - | - | - |

### Enseignement
Saint-Pierre-le-Chastel dépend de l'académie de Clermont-Ferrand. Il n'existe aucune école.
Hors dérogations à la carte scolaire, les collégiens se rendent à Pontgibaud, au collège Anna Garcin-Mayade, et les lycéens à Riom.

## Économie
Elle est tournée vers l'élevage bovin.

## Culture locale et patrimoine

### Lieux et monuments
L'église du village date du XIe siècle. Derrière, une salle polyvalente a été construite au début des années 1980. À proximité, un garage destiné aux véhicules d'incendie date de la fin des années 1990 ; il est aujourd'hui utilisé par les services techniques de la Mairie.
Le château de Bonnebaud date du XIIIe siècle et a été modifié jusqu'au XIXe siècle ; il est inscrit, ainsi que tout le domaine, au titre des monuments historiques depuis 2003.

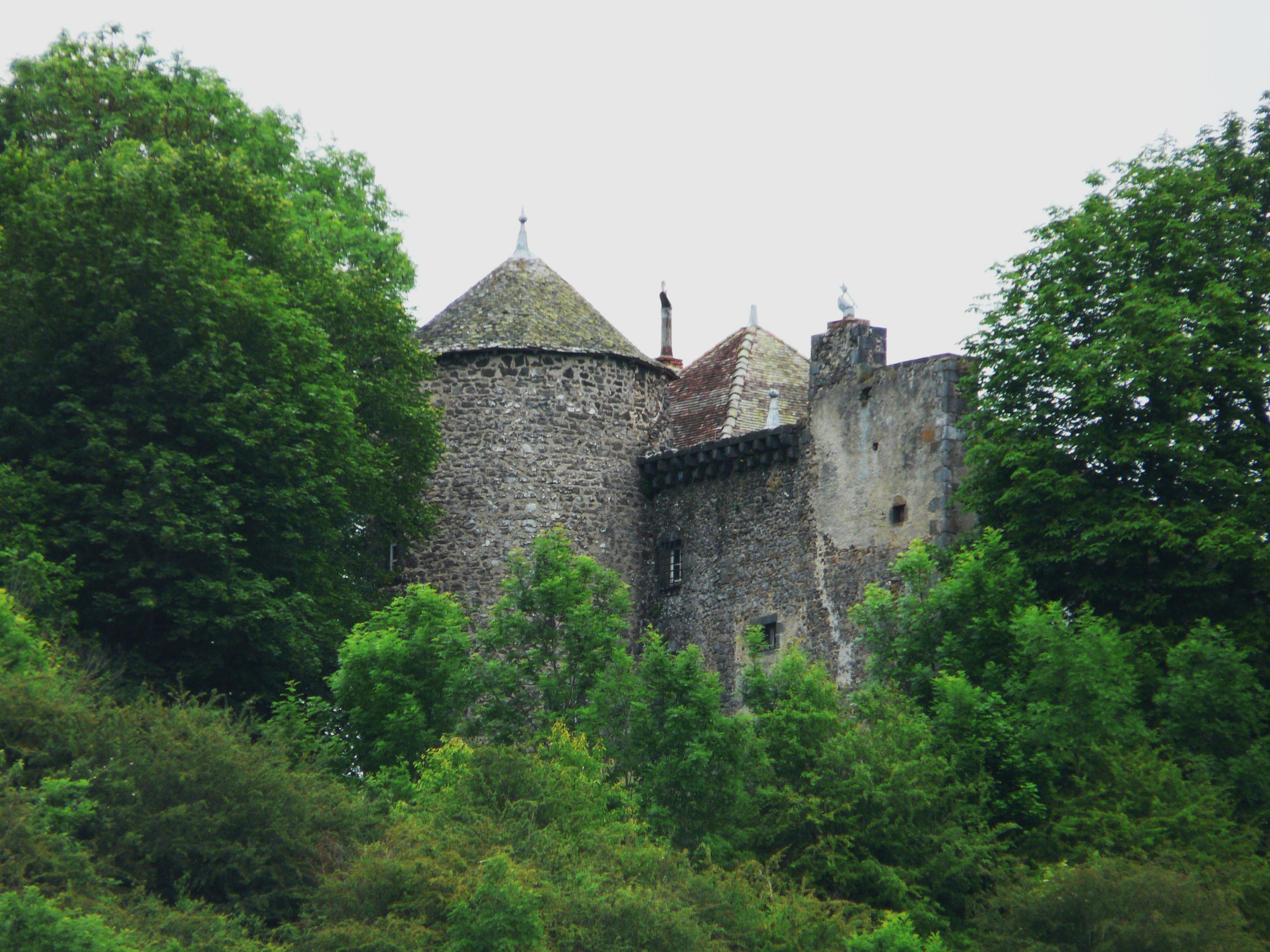
Le château de Bonnebaud.
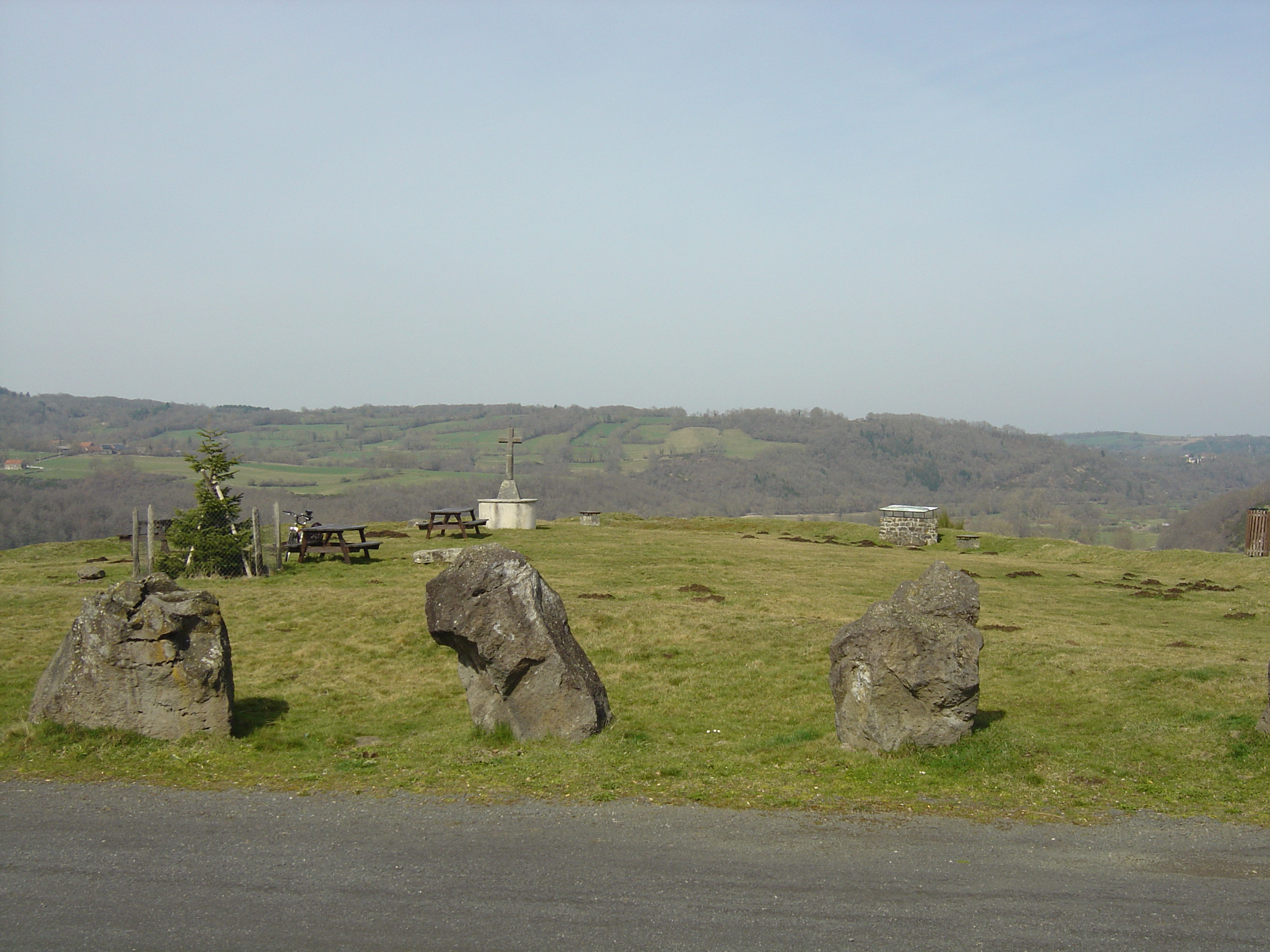
Prairie et table d'orientation au sommet du village.
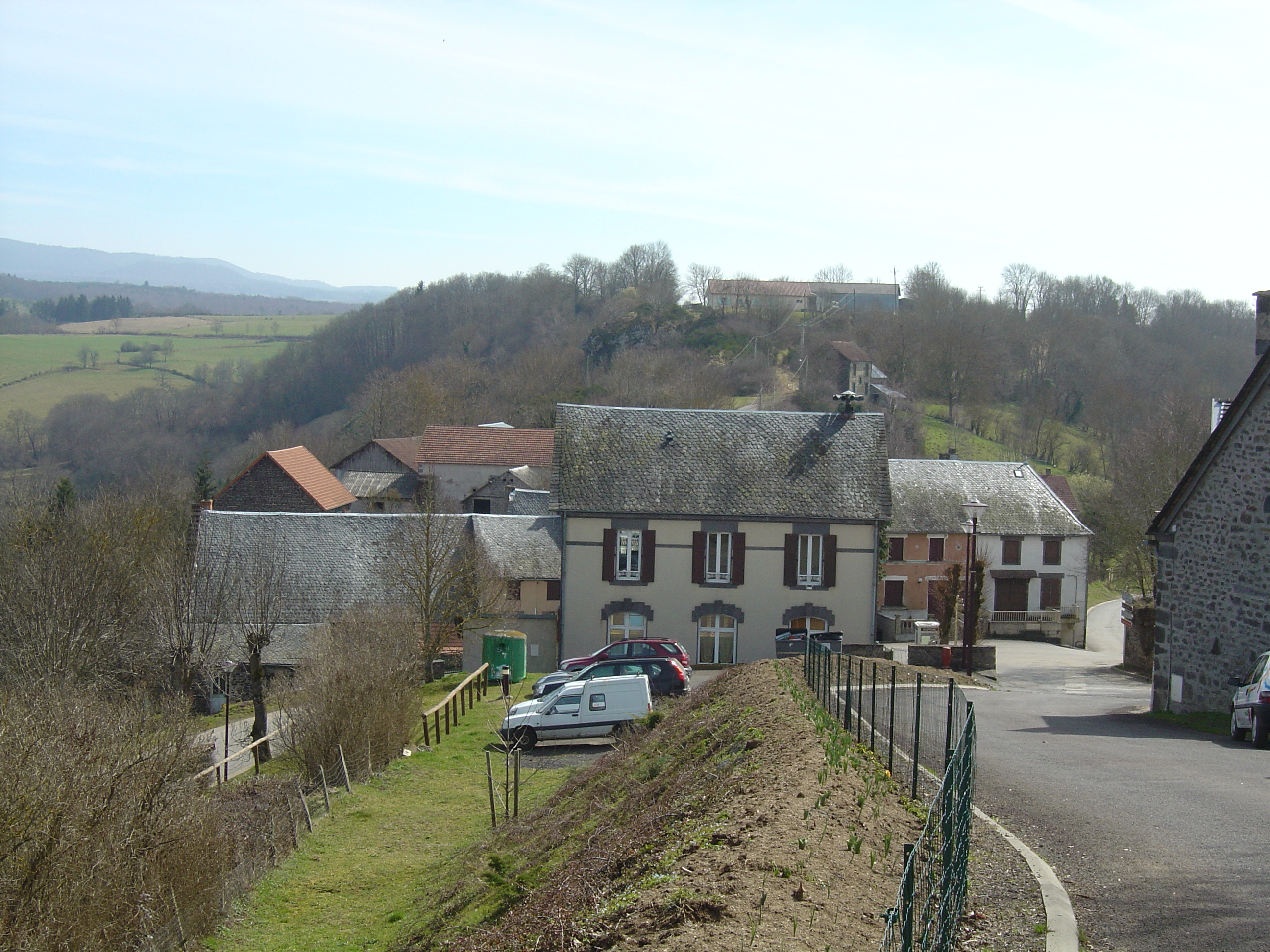
Maisons en toits d'ardoise.

### Dans la littérature
Dans le village se déroule l'histoire du roman Les Lendemains par l'écrivaine française Mélissa Da Costa.